# Euphorbia obcordata
Euphorbia obcordata es una especie fanerógama perteneciente a la familia de las euforbiáceas. Es endémica de la isla de Socotra.

## Hábitat
Su hábitat natural son los bosques secos tropicales o subtropicales y áreas rocosas. Especie rara, se encuentra en los acantilados de piedra caliza en bosques semi-caducos. A una altitud de 450-650 metros. Un pequeño árbol distintivo típico que se encuentra cada vez más de las laderas de roca caliza.

## Taxonomía
Euphorbia obcordata fue descrita por Balf.f. y publicado en Revue Générale de Botanique 34: 56, f. 11. 1922.
Etimología
Euphorbia: nombre genérico que deriva del médico griego del rey Juba II de Mauritania (52 a 50 a. C. - 23), Euphorbus, en su honor – o en alusión a su gran vientre –  ya que usaba médicamente Euphorbia resinifera. En 1753 Carlos Linneo asignó el nombre a todo el género.
obcordata: epíteto latino 